# Cathorops higuchii
Cathorops higuchii es una especie de pez de la familia Ariidae en el orden de los Siluriformes.

## Morfología
• Los machos pueden llegar alcanzar los 19,2 cm de longitud total.

## Distribución geográfica
Se encuentra en la vertiente atlántica de Centroamérica entre Honduras y Panamá.